# Jean-Claude Rembanga
Jean-Claude Rembanga (* 6. Oktober 1955 in Ippy) ist emeritierter Bischof von Bambari.

## Leben
Jean-Claude Rembanga empfing am 27. Juli 1986 die Priesterweihe. 
Papst Johannes Paul II. ernannte ihn am 10. Juni 1995 zum Koadjutorbischof von Bambari. Die Bischofsweihe spendete ihm der Erzbischof von Bangui, Joachim N’Dayen, am 29. Oktober desselben Jahres; Mitkonsekratoren waren die Diego Causero, Apostolischer Nuntius in der Zentralafrikanischen Republik, und Michel Marie Joseph Maître CSSp, Bischof von Bambari.
Nach dem Tod Joseph Cucheroussets CSSp folgte er ihm am 29. Februar 1996 als Bischof von Bambari nach. Von seinem Amt trat er am 6. November 2004 zurück. 